# 1444
1444 (MCDXLIV) je bilo prestopno leto, ki se je po julijanskem koledarju začelo na sredo.

## Dogodki
- 15. avgust -  sklenjen Szegedski mirovni sporazum
- 10. november - Bitka pri Varni

Neznan datum
- Timuridi iz Bagdada ustanovijo kraljestva v Iraku in Kurdistanu.

## Rojstva
- 17. februar - Roelof Huesman - Rodolphus Agricola, nizozemski humanist († 1485)

## Smrti
- 9. marec - Leonardo Bruni, italijanski humanist, zgodovinar in državnik (* 1369)
- 6. april - Janez Kapreol, francoski dominikanski menih, teolog in filozof (* 1380)
- 8. julij - Peter Pavel Vergerij starejši, italijanski humanist in pravnik, rojen v Kopru (* 1370)

Neznan datum
- Simon ben Cemah Duran, španski judovski teolog in učenjak (* 1361)
- Jožef Albo, španski judovski teolog, rabin filozof (* 1380)